# 조균 (1913년)
조균(趙均, 1913년 9월 16일 ~ 1989년 6월 7일)은 대한민국의 독립운동가이다. 본관은 김제(金堤)이다.

## 생애

### 독립 운동
일제강점기 전라북도 김제에서 독립운동가 조기담(趙紀淡)의 슬하 2남 1녀(3남매) 중 장남(長男)이자 첫째로 출생한 그는 1929년 9월 중순 전라북도 전주고등보통학교에 재학하던 중, 소완영(蘇完永)·정백년(鄭百年) 등과 항일 독립운동 참여 학생 비밀결사 관련 독서회를 조직하여 사회과학 서적을 윤독하며 연구를 하다 1930년 4월 퇴학되었다. 이후 사립 전라북도 전주 신흥고등보통학교(私立 全羅北道 全州 新興高等普通學校)로 전학한 그는 1931년 5월말 경 다시 독서회를 조직하며 활동하다가 소위 치안유지법 위반 혐의로 체포되어 징역 1년 4월형에 집행유예 4년을 선고받기까지 6개월간 옥고를 치렀고 1931년 11월 석방되었다.

### 학력
- 전라북도 전주보통학교 졸업
- 전라북도 전주고등보통학교(前) → 전라북도 전주신흥고등보통학교 중퇴
- 1956년 전주고등학교 명예 졸업(1956년 3월 1일)
- 1956년 전주신흥고등학교 명예 졸업(1956년 8월 15일)

### 만년
이후 이후 1932년 6월에서 1945년 12월까지 한국독립당 초급행정위원 직위를 역임하였고 조선 광복(1945년 8월 15일)이 도래한 이후 1958년 12월까지 한국독립당 국가민족대표행정위원 직위를 역임하였다.

## 사후
대한민국 정부에서는 고인의 공훈을 기리고자 2005년 대한민국 대통령 표창장을 추서하였다.